# Jiingijamborii
Jiingijamborii var den andra nationella jamboreen i Sverige för scouter från alla de fem scoutförbunden och utländska scouter från 31 länder, bland annat Schweiz, Irland, Österrike och Australien. Jamboreen hölls mellan 14 och 22 juli 2007 på Rinkabyfältet (55°59’25.00"N 14°17’30.00"E) utanför Kristianstad. Området var uppdelat i sex stadsdelar vid namn Norrmalm, Norråker, Söderäng, Söderblick, Västerlyckan och Västervång.
Jiingijamborii var en jamboree för att fira scoutings 100-årsjubileum och ta sats inför 100 år av fortsatt scouting. Jiingijamboriis lägeridé byggde på tre motton: möten, modernt och mångfald.

## Program
Åldersgränsen för deltagare på Jiingi var 11 till 19 år men om man var minst 16 år kunde man även delta som funktionär. Lägrets program hade tre åldersgrupper: small (11-12 år), medium (13-15 år) och large (16-19 år). I programmet ingick stora lägerbål, gudstjänster, diverse sporter som klättring, dans och bungy-jump, samt konserter med gästande artister. På lägerområdet fanns bland annat affärer, kiosker, en mängd kaféer, lägerradio, dansbana, sex kyrkor och spa-anläggning.

### Teman
Oavsett åldersgrupp gällde samma teman och alla teman byggde på scoutprincipen learning by doing.

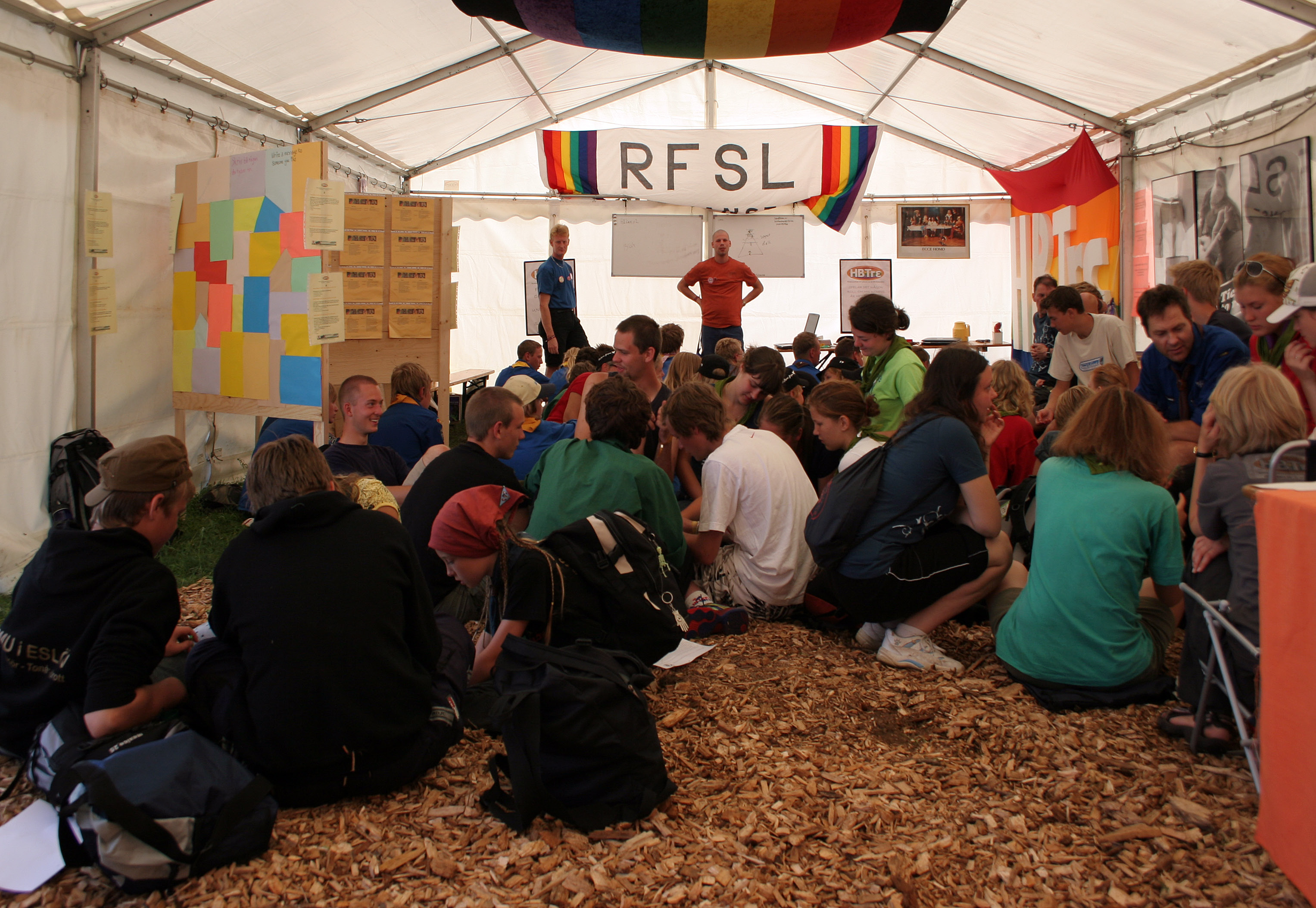
RFSL var en av organisationerna som medverkade i Världsförbättrarbyn.

#### Världsförbättrarbyn
I världsförbättrarbyn fanns det cirka 40 olika organisationer som menar sig arbeta med att förbättra världen. Bland annat hade Svenska FN-förbundet, Röda korset, Förbundet Vi Unga, Peacequest, Muslimer för fred, Djurens rätt, UNF, Ungdom mot rasism, SVEA, RFSU, Attac och Sveriges riksdag bås där scouterna fick träffa dem och testa på olika workshops. Det kunde vara allt ifrån minröjning till olika frågesporter. 
Världsförbättrarbyn, eller GDV (Globol development village), är en återkommande del av stora scoutläger och till den internationella jamboree som kommer att vara i Sverige 2011 räknar man med dubbelt så många organisationer.

#### Respekt
Small- och medium-patrullerna sysslade mycket med olika lekar medan large-patrullerna hade diskussionsövningar halva passet och spelade värderingsspelet Orangino andra halvan.

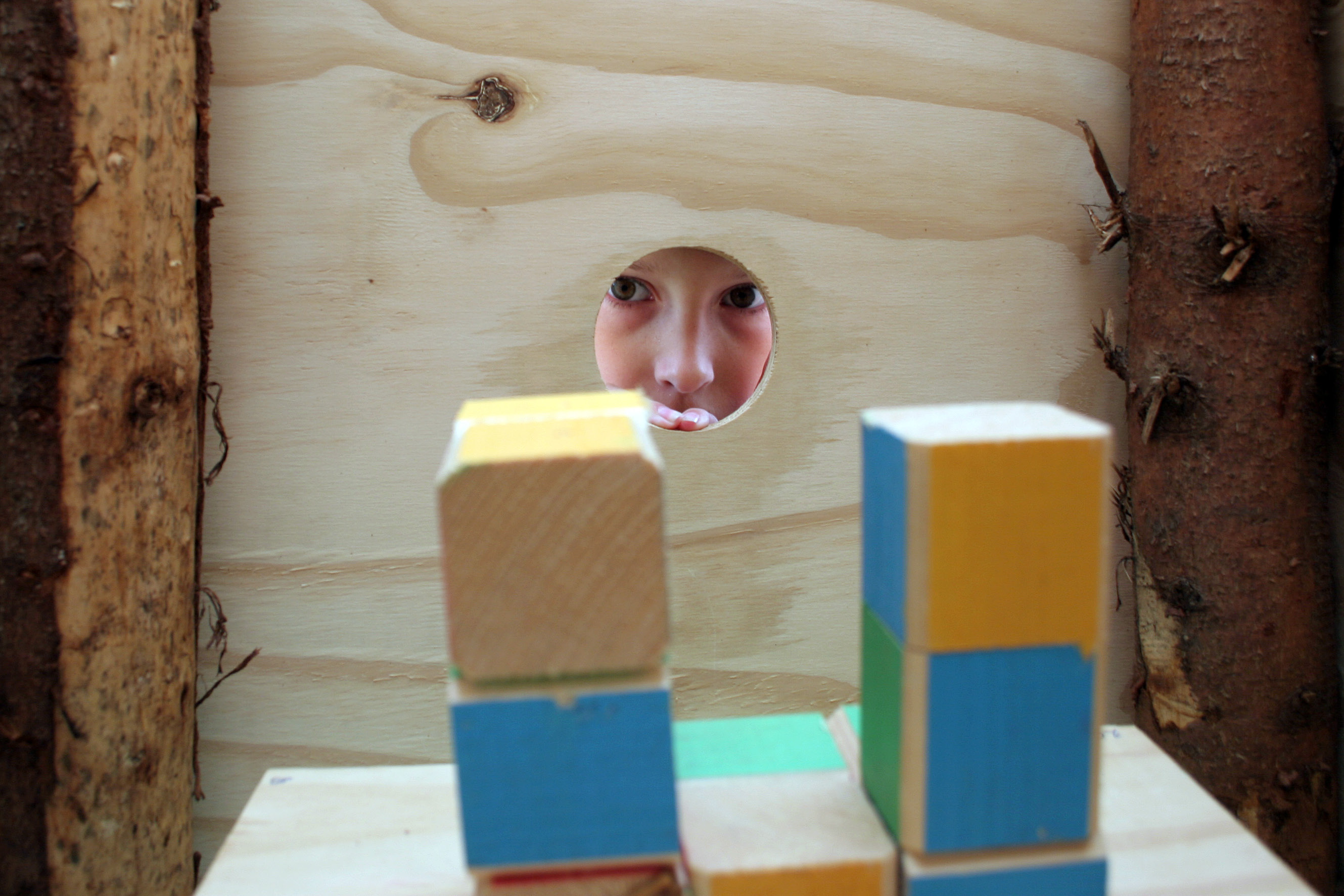
En scout studerar en klossmodell vid en av aktiviteterna under tillsammans-temat.

#### Tillsammans
Tillsammans bestod av flera små delar som genomfördes i patruller för att ha kul och öva sin samarbetsförmåga på området för temaaktiviteten. Tillsammans fanns i mindre områden för respektive aktivitet och några patruller, ofta från olika kårer, som följdes åt och genomförde tillsammans en aktivitet åt gången.
Några av de aktiviteter som fanns var:
- Rulla en kula i och på plaströr. Varje person hade en halvmeterlång rörbit som man höll intill varandra så att en bana för kulan formades i luften. Den sista personen behövde springa fram och ta vid när kulan hade rullat förbi allas rör, så att gruppen tillsammans kunde förflytta sig framåt.
- Halva patrullen stod bakom ett skynke och fick reda på en sak att föreställa med sina kroppar. Den svåra biten var sedan att lyckas instruera andra halvan av gruppen, som stod på andra sidan skynket, till att ställa sig likadant och lyckas gissa vad de föreställde. Under tiden fick ingen grupp se den andra.
- Bygga en kopia av en figur av färgade klossar. En person åt gången fick se en originalfigur, från valfri riktning, genom olika titthål. Gruppen behövde tillsammans värdera och sätta samman personernas olika upplevelser av figuren för att lyckas skapa en kopia av figuren.

#### Upplevelsefärd
Upplevelsefärden var en vandring som inleddes med en berättelse om att en påhittad figur vid namn Evil Eye hade tagit alla världens sinnen från folk. Uppdraget för scouterna var att lära sig använda sinnena mer, därför gick man ut på upplevelsefärd.
Inför vandringen fick patrullerna välja sinnen att lämna i pant. Vilka de på detta sätt valde bort påverkade förutsättningarna att lösa en del uppgifter under vandringen.

#### Möt världen
Möt världen (Crossroads of Cultures) är ett inslag på alla internationella jamboreer. På Jiingi fanns Möt världen på alla tre programområdena, Norrtull, Västertull och Södertull. Upplägget var en halv dag utveckla och en halv dag uppleva. Uppleva bestod i bröllop och dans. Scouterna fick iscensätta ett svenskt kristet bröllop och ett buddhistiskt för att se skillnader och likheter. Vidare fick scouterna också dansa en svensk dans och en utländsk. På Norrtull och Västertull dansades som svensk dans Gärdebylåten medan det på Södertull även dansades bugg. Södertull hade även taiwanesiska danser och linedance från Texas.
Utveckla bestod av en mängd värderingsövningar skapade speciellt för lägret, däribland det omtalade spelet Arken.

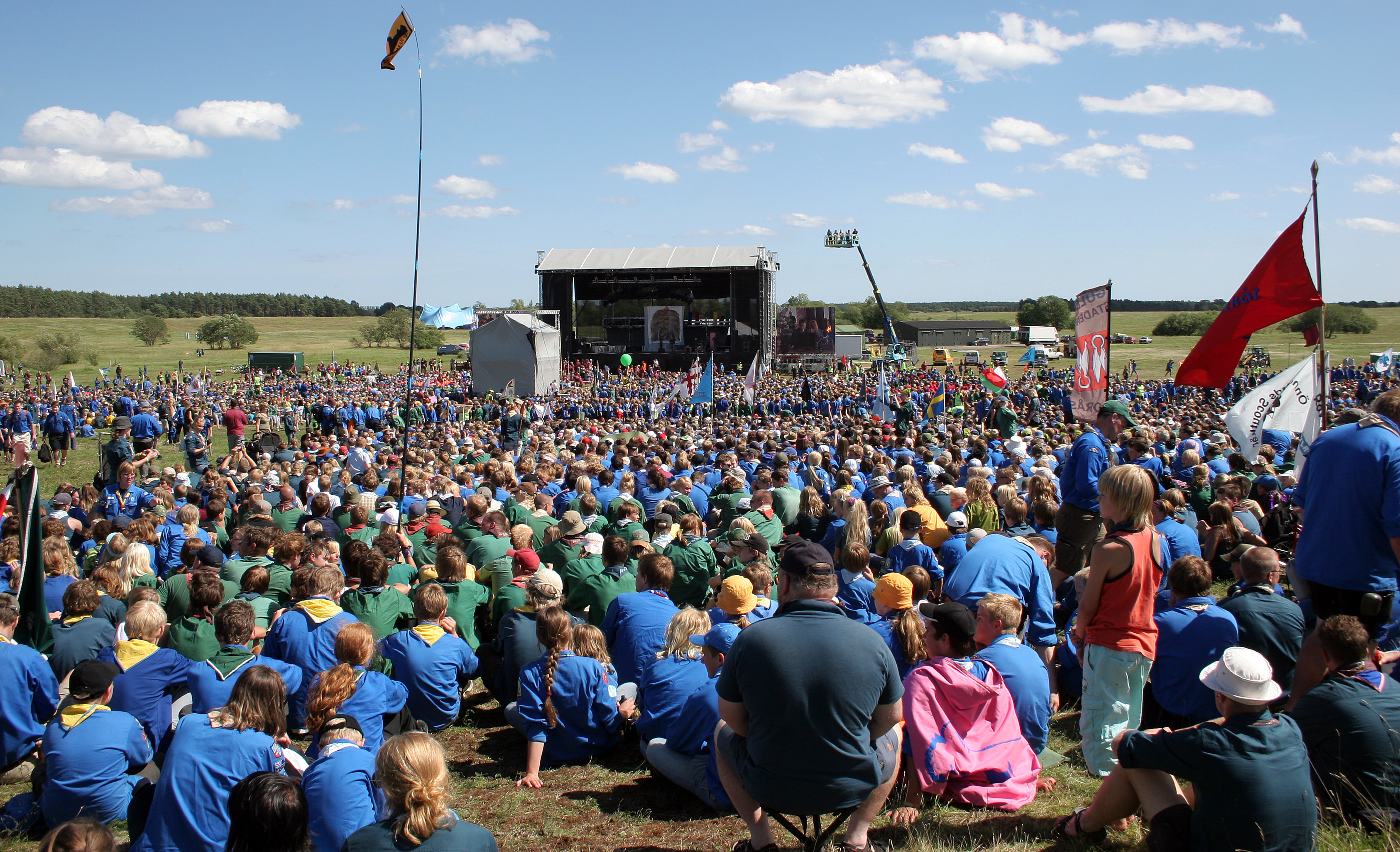
Tusentals scouter samlas för invigningsceremonin.

### Stora scenen
Vid stora scenen samlades vid tre tillfällen alla lägrets deltagare och tillresta gäster för stora gemensamma arrangemang. Det var invigningsceremonin, en teateruppvisning, och ett stort firande av scoutrörelsens 100-årsjubileum.

#### 100-årsjubileum
Hundraårsfirandet var till största delen ett artistframträdande där Stefan Odelberg var presentatör. Artisterna som uppträdde var Melody Club, Timo Räisinen, Sebastian och Petter. Dessutom ledde kungen raketen och talade till scouterna. Kvällen avslutades med att lägerbandet The Jiingiz spelade lägerlåten. Efter firandet på stora scenen fick scouter i medium-patrullerna stanna kvar för ett stort disco framför scenen.

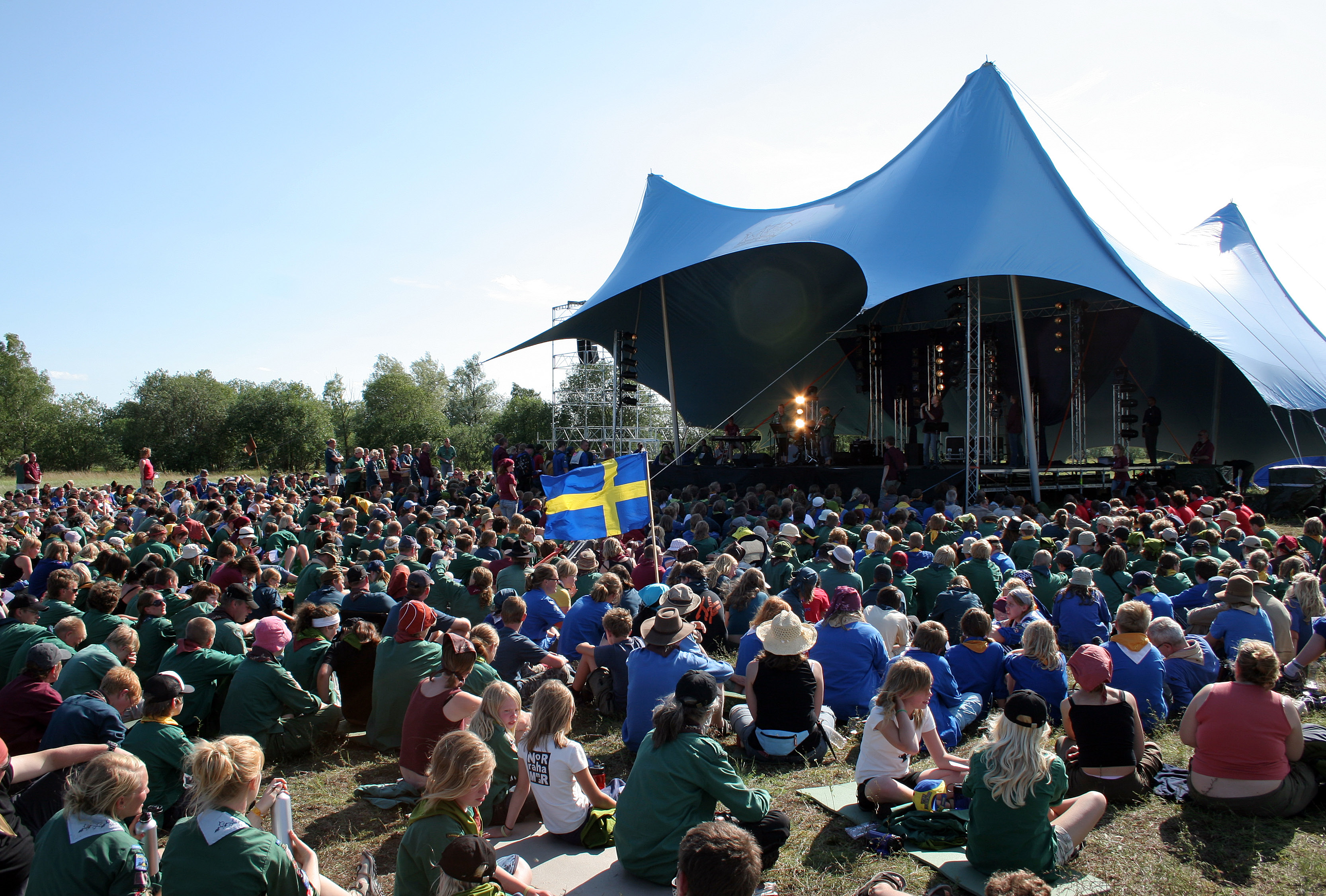
Invigningsgudstjänst

### Stjärnscenen
Vid stjärnscenen hölls stjärnkvällar och gudstjänster.

#### Invigningsgudstjänst
Invigningsgudstjänsten var en ekumenisk kristen Gudstjänst och den största religiösa sammankomsten under lägret. Pastor och SMU-scout Ove Sommar predikade och Gudstjänsten avslutades med att en imam läste högt ur Koranen på arabiska följt av en svensk översättning, detta var en del av det arbete jiingi ville driva för förståelse olika religioner emellan.

#### Stjärnkväll
Stjärnkvällen var ett lägerbålsliknande arrangemang uppdelat på fyra kvällar, så att en fjärdedel av lägret deltog vid respektive tillfälle. Under kvällen fick några kårer, efter lottdragning, komma upp på scenen för olika uppdrag. För att få komma upp på scenen skulle patrullen ha tillverkat en stjärna som lagts i en stor tombola. Under kvällen var det även allsång.

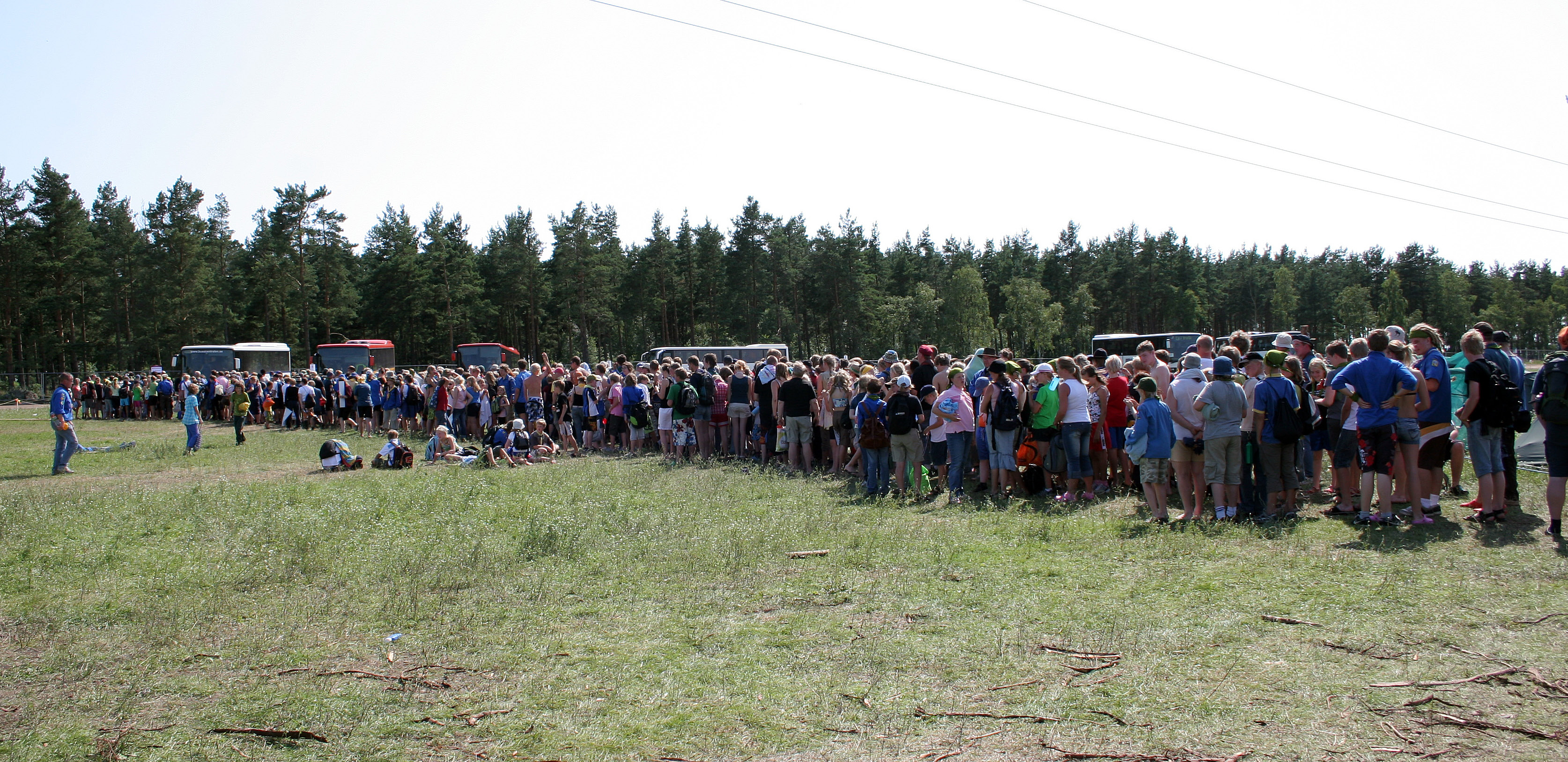
Kö till badbussarna, en av spontanaktiviteterna

### Spontanaktiviteter
Efter temaaktiviteterna kunde man göra spontana aktiviteter på torgen. Man kunde till exempel gå på kafé eller handla glass i glasskiosken som stod uppställd på Stortorget under hela lägret. Man kunde åka linbana från utkikstornet som också det stod på Stortorget. Den mest omtyckta spontanaktiviteten var Jiingishoppen, där man kunde köpa de officiella Jiingiprylarna, såsom tröjor, kalsonger, byxor, skjortor och halsdukar.

### Rosen
Rosen var en aktivitetsby för de äldre scouterna. Namnet är bildat av orden Rover och Senior, som är de olika förbundens namn på "Large-scouter". På Rosen fanns isklättring, 2 kaféer, stickning & virkning, bungiijump, badtunnor, hängmattor och liknande. Det fanns även en hinderbana där man tävlade i lag om tre personer som skulle över, under och igenom olika hinder, bland annat en 3,6 meter hög vägg.

#### Café Galdù
Café Galdù eller "softcaféet" var beläget i den nordöstra delen av Rosen. Namnet Galdù är sydsamiska och betyder källa. Galdù var det lugnare av de två stora kaféerna i Rosen och innehöll bland annat ett mindre bibliotek, soffrum, syrum, och en scen där bland annat filmen Donnie Darko visades. Galdù var även hem till spontanhörnan "kul med Bengt", en aktivitet som erbjöd diverse spel, origami och en frågelåda. Namnet "kul med Bengt" syftar på Bengt Alsterlind under den tid han var programledare för barnprogrammet Hajk.

#### Café Roswell
Det välbesökta Café Roswell på Rosen hade ett varierande musikprogram med bland annat karaokekväll och disco. 

#### Josbaren
Josbaren var ett kafé i Rosen som serverade juicedrinkar och smoothies och spelade reggaemusik.

#### Gerille Cafe
Det var ett cafe för de med annan sexuell läggning. Men även heterosexuella personer "hängde" där.

#### Insidan
Insidan fokuserade på ett andligt program som utvecklar individen i första hand, men som också delar scoutrörelsens metod för personlig utveckling genom icke-formellt lärande. Aktiviteterna var indelade i flera områden under insidan, vardera med egna ledord som "mötet med det inre", "mötet med de stora" och "mötet med det vilda".
Under veckan bjöds deltagare på ett brett utbud av aktiviteter, såväl för den sökande som för den redan troende. Arbete och deltagande satte prov på egna värderingar, och löftet "att söka sin tro och respektera andras" som den första punkten i scoutlagen lyder. Insidan var en mötesplats där scouter fick utbyta tankar, trosuppfattningar och möta en modern sida av scouting med spa, badtunnor och andjakt - ett äventyrligt epos med ledtrådar som förde deltagarna genom tiden med start 1628.
Insidan dokumenterades före, under och efter lägret för att resultera i ett nytt livsåskådningsprogram för scouterna i Sverige, ett material för såväl sökande som troende som icke-troende scouter. 

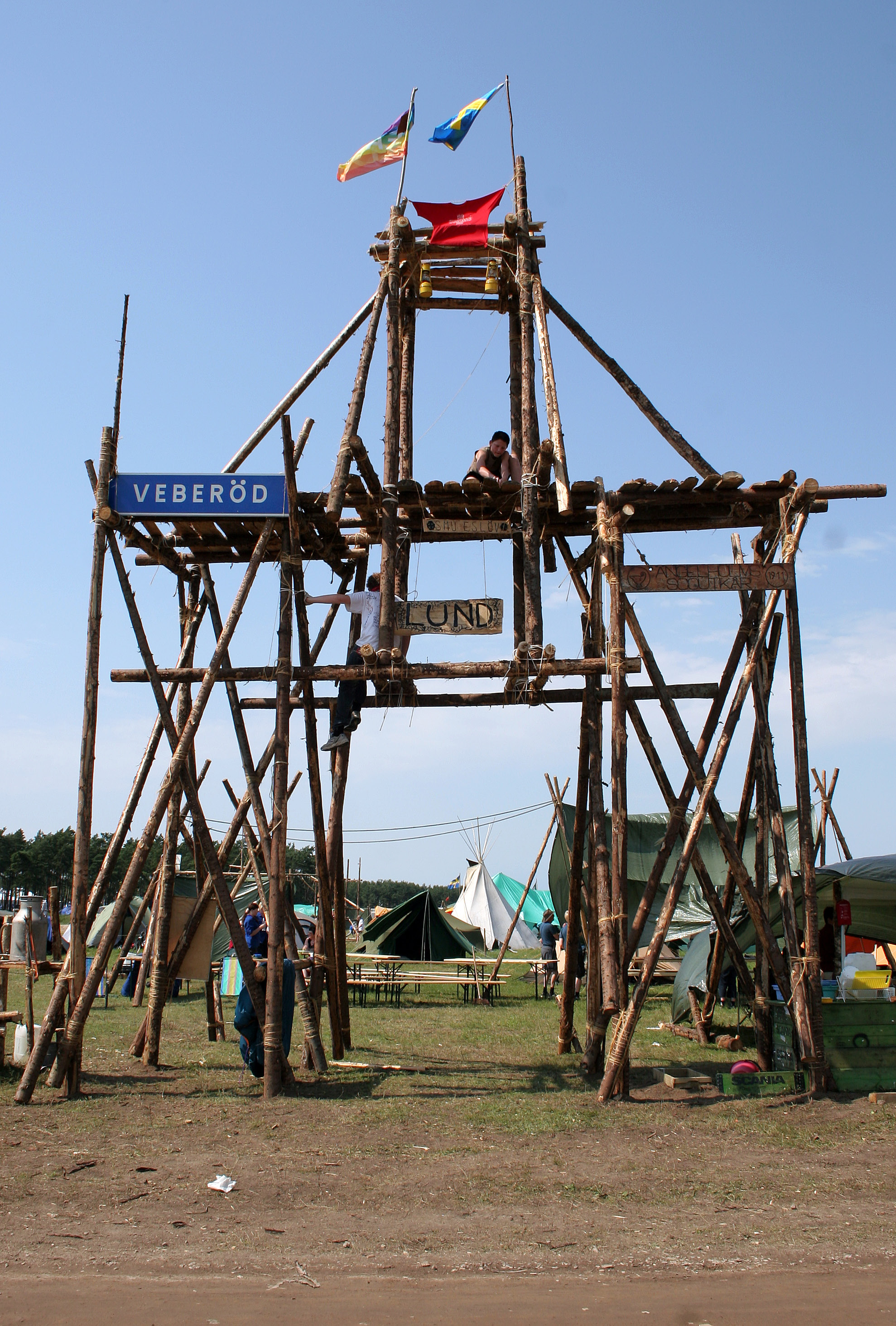
En byportal

### Stortorget
Stortorget var centrum för hela lägret. Här fanns allt ifrån kaféer till radioscouting och en bank. Det fanns även ett apotek.

#### Radiio Jiingi
Radiio Jiingi var lägrets egna radiostation. 24 timmar om dygnet spelades musik, gjordes reportage, sändes galna upptåg och mängder av information om lägret. Radiio Jiingi sändes inte bara från sin öppna studio där alla deltagare kunde önska musik, hälsa till en kompis eller bara stå och lyssna på radion, utan även på stora scenen inför invigningen, tysta diskot på RoSen och live från Café Galdù. 

#### Radiotältet
I radiotältet kunde man prova på amatörradio. Via radio kunde den som ville prata med människor på andra delar av jorden, ett krav var dock att kunna engelska. Man kunde utanför tältet också prova att sända morsesignaler. Tillsammans med en kompis kunde man gå iväg på en radiolek där man använde en walkie-talkie. När man utfört alla tre aktiviteterna fick man ett speciellt radiomärke.

## Namnet Jiingijamborii
Jiingi kommer från det sydsamiska ordet jinge som betyder mångfacetterad/mångsidig (mångfald var ett av lägrets motton). Detta sattes ihop med jamboree varpå ordet jiingijamborii växte fram. Detta ansågs låta bra, vara lätt att uttala och se kul ut när man skriver det (en massa iii).

## Kuriosa
- Jiingijamborii hade cirka 19 500 deltagare (varav 16 000 svenska scouter och 2 000 utländska[1]) samt 3 000 funktionärer.
- Funktionärerna jobbade bland annat med information, brandsäkerhet, sjukvård, avlopp och de olika aktiviteterna.
- Jiingijamborii hade en egen lägersång som framförs av lägerbandet The Jiingiz.
- För funktionärsbarn fanns ett dagis som hette lägiis.
- 70 långtradare med ved, 70 långtradare med slanor och närmare 500 bajamajor beställdes, och det drogs över en mil med rörledningar innan lägret kunde börja.
- Rörledningarna drogs inte upp utan låg kvar och väntade på World Scout Jamboree 2011.

## 22:a världsjamboreen
År 2011 stod Sverige som värd för 22nd World Scout Jamboree, scoutrörelsens internationella läger som hålls vart fjärde år någonstans i världen. Det var första gången Sverige stod som värd och till lägret på Rinkabyfältet kom runt 38 000 scouter, varav cirka 30 000 kom från utlandet.